# Фроуз, Кианц
Кианц Гонсалес-Фроуз (англ. Kianz González-Froese; родился 16 апреля 1996 года, Гавана, Куба) — канадский футболист кубинского происхождения, полузащитник немецкого клуба «Фортуна Дюссельдорф» и сборной Канады.

## Клубная карьера
Фроуз — воспитанник клуба «Ванкувер Уайткэпс». 11 октября 2014 года в матче против «Сиэтл Саундерс» он дебютировал в MLS, заменив во втором тайме Кекута Манне. В 2015 году Кианц помог команде выиграть первенство Канады. 21 июня в поединке против «Нью-Йорк Ред Буллз» Фроуз забил свой первый гол за «Ванкувер Уайткэпс».
1 февраля 2017 года Фроуз перешёл в молодёжную команду немецкого клуба «Фортуна Дюссельдорф». 18 декабря 2017 года «Фортуна Дюссельдорф» заключила с Фроузом контракт до 30 июня 2019 года.

## Международная карьера
В 2011 году Кианц в составе юношеской сборной Кубы принял участие в юношеском чемпионате КОНКАКАФ на Ямайке. На турнире он сыграл в матчах против команд США и Панамы.
В 2013 году Кианц принял участие в юношеском чемпионате мира в ОАЭ. На турнире он сыграл в матчах против команд Австрии, Ирана и Аргентины.
В 2015 году Кианц был включён в заявку молодёжной сборной Канады на участие в Молодёжном кубке КОНКАКАФ на Ямайке. На турнире он сыграл в матчах против молодёжных команд Кубы, Мексики, Сальвадора и Гаити. В поединке против сальвадорцев Фроуз забил гол.
14 октября 2015 году в товарищеском матче против сборной Ганы Фроуз дебютировал за сборную Канады.

## Достижение
Клубные
 «Ванкувер Уайткэпс»
- Первенство Канады по футболу — 2015